# Винегрет
 Тази статия е за кулинарен сос.  За салатата вижте Винегрет (салата).  
Винегрет е вид сос, който се приготвя от оцет (или лимонов сок), растително масло и подправки. Използва се като салатен дресинг или сос към ястия.
Френския винегрет се приема донякъде за първоизточник или основна рецепта.
Оригинална рецепта за винегрет няма, но руснаците наричат винегрет течност, съставена от подправки, покриваща всички основните вкусове:
- за кисело – оцет и/или лимонов сок;

- за солено – готварска сол;
- за лютиво – най-често, черен или бял пипер;
- за горчиво – течна горчица, горчивка или сок от грейпфрут;
- за сладко – обикновена захар;

като всичко това е добавено към
- течна растителна мазнина – олио или зехтин.

Пропорциите на количествата се смятат в порядъка: захар – 10% от общото количеството на мазнината, а останалите подправки – в една втора до една трета от количеството на захарта, с изключение на оцета и горчицата; като основният стремеж е да се получи стипчивосладникав овкусител, който да наподобява частично и вкуса на ферментиращо грозде (откъдето идва названието на течната подправка).